# Politici identitare
Politicile identitare reprezintă o abordare și analiză politică fundamentată pe ideea că oamenii prioritizează nevoile și interesele specifice identității lor rasiale, religioase, etnice, sexuale, sociale sau culturale asumate și preferă alianțe politice doar cu cei din același grup în locul implicării în relații politice tradiționale. Cel care se identifică cu o anumite politici identitare tinde să-și promoveze interesele fără să țină cont de interesele grupurilor politice diverse.
În terminologie academică, termenul politici identitare este utilizat cu scopul de a denota o serie de activități politice și analize teoretice care-și au originea în nedreptățile experimentate de diverse grupuri sociale. Din acest punct de vedere, politicile identitare încearcă să revendice o mai mare autodeterminare și libertate politică pentru grupurile marginalizate prin conștientizarea naturii distincte a fiecărui grup de interese în locul organizării pe bază de convingeri sau afiliere politică. Identitatea este utilizată „ca un instrument prin care formulăm afirmații politice, promovăm ideologii politice sau stimulăm și dirijăm acțiunea socială și politică, de obicei într-un context mai larg de inegalitate sau neechitabilitate cu scopul de a afirma unicitatea, apartenența, ascensiunea și recunoașterea grupului”.
Termenul politici identitate a fost folosit sub diferite forme încă din anii '60 sau '70, însă sensul acestuia a suferit uneori modificări în funcție de grupul care l-a utilizat. Acesta a câștigat teren odată cu dezvoltarea mișcărilor sociale precum mișcarea feministă, mișcarea pentru drepturile civile în SUA, mișcarea LGBTQ, mișcările naționaliste, respectiv postcoloniale.
Exemplele includ politici identitare bazate pe vârstă, religie, clasă socială, profesie, cultură, limbă, dizabilitate, educație, rasă sau etnie, sex, gen, ocupație, orientare sexuală, resedință urbană sau rurală și statutul de veteran.

## Istoric
Termenul politici identitare a fost prezent în discursul politic încă din anii 1970. Unul dintre scopurile politicilor identitare a fost să le permită celor asupriți de către inegalitățile sociale sistemice să fie auziți prin intermediul unor acțiuni colective de conștientizare. Un astfel de exemplu poate fi găsit în declarația din aprilie 1977 a grupului Combahee River Collective de feministe de culoare, retipărită în câtea antologii; inventarea termenului este asociată cu Barbara Smith și grupul Combahee River Collective. De exemplu, în ultima lor declarație se menționează următoarele:
Copii fiind ne-am dat seama că eram diferite de băieți și că eram tratate diferit - de exemple, când ni se spunea simultan să facem liniște deoarece trebuia să ne comportăm „ca niște doamne” și să fim mai puțin inacceptabili în ochii albilor. În procesul de conștientizare, am început să recunoaștem cât de identice ne erau experiențele - iar prin împărtășire și conștientizare - și construcția unei politici care să ne schimbe viețile și inevitabil să pună capăt opresiunii... Ne-am dat seama că singurii oameni cărora le pasă suficient de mult de noi încât să contribuie consistent la eliberarea noastră eram noi. Politicile noastre evoluează pornind de la o dragoste sănătoasă față de noi însene, de surorile noastre și de comunitatea care ne permite să ne continuăm lupta și munca. Concentrarea pe propria noastră opresiune este înglobată în conceptul de politici identitare. Credem că cel mai profund și probabil cele mai radicale politici derivă din propria noastră identitate[...].
Politicile identitare sunt puternic corelate cu ideea că unele grupurile sociale sunt oprimate (precum femei, minorități etnice sau sexuale); și anume, indivizii care aparțin acestor grupuri sunt mai vulnerabili în fața a diferite forme de opresiune precum imperialismul cultural, violența, marginalizarea sau exploatare prin muncă.
Unele grupuri combină politicile identitare cu analiza marxistă a claselor sociale și a conștiinței de clasă - cel mai cunoscut exemplu fiind Partidul Panterelor Negre. Un alt exemplu este grupul MOVE care combină naționalism de culoare și anarho-primitivism. Politicile identitare pot fi atât de stânga, cât și de dreapta, exemple reprezentative pentru cea din urmă fiind loialism ulster, islamism și mișcările identitare creștine.
Pe parcursul anilor 1980, politicile identitare au devenit foarte cunoscute și au fost asociate cu un nou val de mișcări sociale.
După anul 2010, s-a remarcat o creștere a grupurilor naționaliste care au adoptat politici identitare. Acest fenomen este atribuit creșterii diversități demografice și posibilității ca albii să devină o minoritate în Statele Unite. Din această cauză un număr mare de persoane s-au afiliat cauzelor conservatoare, inclusiv celor care nu aveau de-a face cu diversitatea. Alegerea lui Donald Trump în calitate de președinte al Statelor Unite a reprezentat un astfel de element, acesta din urmă fiind susținut de către supremaciști precum David Duke sau Richard B. Spencer.

## Dezbateri și criticism

### Natura mișcării
Termenul politici identitare a fost utilizat atât corect, cât și în mod greșit pentru a caracteriza diverse mișcări care preced cu mult timp inventarea termenului. Istoricul Arthur Schlesinger Jr. a discutat politicile identitare în mod extensiv în lucrarea The Disuniting of America (1991). Schelsinger, un susținător înveterat al valorilor liberale, susține că o democrație liberală necesită un fundament comun pentru cultură și societate pentru a funcționa. În loc să caracterizeze societatea civilă ca fiind dezbinată pe criterii de rasă, etnicitate, sexualitate etc., Schlesinger sugerează că fundamentarea unor politici pe ideea marginalizării unor grupuri produce ea însăși dezbinare în societate; prin urmare, politicile identitare nu contribuie la crearea unor oportunități reale care să eliine această marginalizare. Schlesinger consideră că: 
mișcările pentru drepturile civile ar trebui să urmărească acceptarea și integrarea completă a grupurilor marginalizare în cultura comercială în loc să ... perpetueze acea marginalizare prin scoaterea în evidență a diferențelor.
Autorul Owen Jones susține că politicile identitare marginalizează deseori clasa muncitoare:
În anii 1950 și 1960, intelectualii de stânga influențați și informați de o mișcare muncitorească puternică au redactat sute de lucrări și articole despre problemele clasei muncitoare. Astfel de lucrări au modelat convingerile politicienilor din conducerea Partidului Muncitoresc. Astăzi, intelectualii progresiști sunt mult mai interesați de problemele de identitate. ... Desigur, luptele pentru emanciparea femeilor, homosexualilor și a minorităților etnice sunt cauze extrem de importante. De exemplu, New Labour le-a preluat și a adoptat o legislație progresivă unică pe drepturile homosexualilor și femeilor. Însă este o agendă care coexistă fără probleme cu introducerea clasei muncitorești în politică, permițând astfel partidului New Labour să-și protejeze aripa radicală în timp ce continuau să linia politică thatcheristă.